# Florian Teichtmeister
Florian Teichtmeister (Bécs, 1979. november 4. –) osztrák színész. 

## Élete
2004-ig a bécsi Max Reinhardt Szemináriumban (Max Reinhardt-Seminar) tanult. 2005 óta állandó tagja a Theater in der Josefstadt társulatának.
2019 és 2023 között a Burgtheaterban is játszott.
2023. február 8-án  büntetőper kezdődött ellene egy bécsi bíróság előtt, mert 2021-ben 58 000 pedofil képet találták a lakásán. Az ORF leállította a filmjeinek sugárzását.

## Filmjei
| Év        | Magyar cím                   | Eredeti cím                        | Szerep                  | Magyar hang | Megjegyzések                    |
| --------- | ---------------------------- | ---------------------------------- | ----------------------- | ----------- | ------------------------------- |
| 2001      |                              | Spiel im Morgengrauen              | Kasdas Bursche          |             | TV                              |
| 2003      | Rex felügyelő                | Kommissar Rex                      |                         |             | 105. epizód A postagalamb       |
| 2004      | Tetthely                     | Tatort                             | Paul Hofer              |             | 560. epizód Tod unter der Orgel |
| 2005      |                              | SOKO Kitzbühel                     |                         |             | 45. epizód Au-pair              |
| 2005      |                              |                                    | In aller Freundschaft   |             | 263. epizód Der richtige Mann   |
| 2005      |                              | Polly Adler – Eine Frau sieht rosa | Lo(hengrin)             |             |                                 |
| 2008      |                              | Trautmann                          | ügyvéd                  |             | 10. epizód Die Hanno-Herz-Story |
| 2008      |                              | Der erste Tag                      | Markus Sedlic           |             |                                 |
| 2009      |                              | Schnell ermittelt                  |                         |             | 5. epizód Rudolf Sommerbauer    |
| 2009      |                              | Der Fall des Lemming               | Huber                   |             |                                 |
| 2010      | Tetthely                     | Tatort                             | Hans                    |             | 769. epizód Glaube, Liebe, Tod  |
| 2011      |                              | Vermisst – Alexandra Walch, 17     |                         |             |                                 |
| 2011      |                              | Sommer der Gaukler                 | Wolfgang Amadeus Mozart |             |                                 |
| 2012      |                              | Spuren des Bösen                   |                         |             | 2. epizód Racheengel            |
| 2013      |                              | Die Auslöschung                    | orvos                   |             |                                 |
| 2013–2016 |                              | Die Chefin                         | Dr. Viktor Huber        |             | 9.–24. epizód                   |
| 2014      | A merénylet – Szarajevó 1914 | Das Attentat – Sarajevo 1914       | Leo Pfeffer             |             |                                 |
| 2014      |                              | Altes Geld                         | Martin                  |             |                                 |
| 2014      |                              | Boͤsterreich                        |                         |             |                                 |
| 2016–2021 |                              | Die Toten von Salzburg             | Peter Palfinger         |             | főszerep                        |
| 2016      |                              | Das Tagebuch der Anne Frank        | Karl Silberbauer        |             |                                 |
| 2017      |                              | Life Guidance                      | Gregor Fainmann         |             |                                 |
| 2018      |                              | Zauberer                           | Jürgen                  |             |                                 |
| 2018      |                              | Alt, aber Polt                     | Ernst Zlabinger         |             |                                 |
| 2018      |                              | Kommissarin Lucas – Das Urteil     | Bernd Stach             |             |                                 |
| 2018      |                              | Die Muse des Mörders               | Oliver Sandberg         |             |                                 |
| 2019      | Bécsi vér                    | Wiener Blut                        | Guntram Schneider       |             |                                 |
| 2021      |                              | Vienna Blood                       | Jonas Korngold          |             | 2. évad Vor der Dunkelheit      |
| 2022      | Fűző                         | Corsage                            | I. Ferenc József        |             |                                 |
| 2022      |                              | Serviam – Ich will dienen          | Sabine apja             |             |                                 |